# Султанбеков, Арсланбек Сеитович
Арсланбек (Асау) Сеитович Султанбеков (каз. Арсланбек Сеитұлы Сұлтанбеков; род. 23 апреля 1965, аул Эркен-Халк, Адыге-Хабльский район, Карачаево-Черкесская АО, Ставропольский край, РСФСР, СССР) — ногайский музыкант и поэт, играет на домбре, поёт на ногайском и турецком языках. В народе получил прозвище Асау.

## Биография
Арсланбек Султанбеков родился 23 апреля 1965, в ауле Эркен-Халк, в Карачаево-Черкесской автономной области СССР. Окончил среднюю школу в 1983 году. До 1985 года служил в рядах вооружённых сил СССР в Архангельской области.
В 1985 году окончил музыкальное училище имени А. Даурова в Черкесске по специальности классическая гитара. В 1989 году, создав музыкальную группу Nogai, они выпустили свой первый диск под названием Nogay Keşeler (Ногайские ночи). В том же году он занял первое место на бардском фестивале Карачаево-Черкесской Республики. В 1994 году получил звание народного артиста Карачаево-Черкесской республики и «Самый красивый звук республики». Арсланбек Султанбеков сочинил музыку для стихов XV-XVII веков, которых он изучал, таких как Шал-Кийиз Тиленши оглы, Асан Кайгылы, Каз-Тувган Сююниш оглы и Досмамбет Азавлы.
В 1997 году в Санкт-Петербурге он выпустил свой второй диск «Ногай Эл» (Ногайский народ), для которого Али Бей Асакаев сделал аранжировки. Также в 1997 году посетил Тюркский фольклорный фестиваль в Москве, где одна из песен Арсланбека получила звание «Песня фестиваля». В 1992 году в Санкт-Петербурге исполнил Ногайский марш.
В 2004 году Арсланбек Султанбеков переехал в столицу Казахстана Астану, где играл в Президентском оркестре Казахстана. В 2005 году Султанбеков получил две награды в «конкурсе сочинения патриотической песни», организованном к 60-летию окончания Великой Отечественной войны. В 2008 году Арсланбек выпустил компакт-диск под названием Aşşı Su (Горькая вода) в Казахстане. В настоящее время живет и работает преимущественно в Турции.

## Личная жизнь
Является выпускником Дагестанского государственного педагогического университета в Махачкале.
С 2018 года женат на кинорежиссёре Карине Сатлыковой. Есть дочь по имени Дерья.

## Альбомы
- Nogay Keşeler (1992)
- Nogay El (1998)
  - 01. Akshaluvkara
  - 02. Aviriydi yuregim
  - 04. Arimas argimak
  - 05. Biy Temir
  - 06. Dombıra
  - 07. Kayda
  - 08. Tulpar kaydan tabarsın
  - 09. Nogay El
- Aşşı Su (2008)
  - Ob etom ne sojaleyu?
  - Kañili